# Frank-Dietmar Richter
Frank-Dietmar Richter (* 1944 in Baruth/Mark) ist ein deutscher Forstmann.
Er wirkte wesentlich mit bei der Umwandlung der Landesforstverwaltung Nordrhein-Westfalen in den Landesbetrieb Wald und Holz NRW, den er von Anfang 2008 bis Anfang 2011 auch leitete.

## Leben
Frank-Dietmar Richter entstammt einer alten Försterfamilie. Geboren in Brandenburg, wuchs er in Coesfeld auf. Nach dem Abitur studierte er an der Georg-August-Universität Göttingen und der Albert-Ludwigs-Universität Freiburg Forstwissenschaften mit Abschluss als Diplom-Forstwirt im Jahr 1971. Sein Referendariat absolvierte er in Nordrhein-Westfalen und beendete es mit der Großen Forstlichen Staatsprüfung.
1973 trat Richter in die nordrhein-westfälische Landesforstverwaltung ein, wo er zunächst in den Referaten Forstpolitik und Öffentlichkeitsarbeit der Höheren Forstbehörde bei der Landwirtschaftskammer Westfalen-Lippe in Münster arbeitete. Zuletzt leitete er als persönlicher Referent die Öffentlichkeitsarbeit der höheren Forstbehörde.
1976 wechselte er als Dezernent und stellvertretender Leiter an das Forstamt Steinfurt, dessen Leitung ihm 1980 übertragen wurde, als sein Vorgänger Friedrich Bernhardt in den Ruhestand ging. Frank-Dietmar Richter setzte sich seinerzeit zum Ziel, die geringe Waldfläche im Kreis Steinfurt zu erhalten und nach Möglichkeit zu vermehren. Die örtliche Waldbesitzstruktur erschwerte dieses Vorhaben erheblich: Der Privatwaldanteil des Forstamtes betrug 93 Prozent, wobei 89 Prozent der Privatwaldbesitzer über einen Waldbesitz von durchschnittlich nur 2,5 Hektar Größe verfügte (Stand 1989). Diese Strukturen rührten teilweise noch aus der früheren Markenteilung her. Um die vielfach brachliegenden forstwirtschaftlichen Ressourcen zu mobilisieren, intensivierte das Forstamt unter Richters Leitung die Privatwaldbetreuung, half den örtlichen Waldbauern bei der Gründung von Forstbetriebsgemeinschaften, baute eine zentrale Holzvermarktung auf und führte den naturnahen Waldbau ein. Dies war möglich dank einer erfolgreichen Überzeugungsarbeit bei den jungen Waldbesitzern, dass auch klein-parzellierter Wald gepflegt und vermehrt werden muss. Unterstützung erhielten Richter und sein Mitarbeiterteam dabei nicht zuletzt von Gustav Deiters, dem langjährigen Vorsitzenden der Bezirksgruppe Steinfurt des Waldbauernverbands NRW, der auch viele Jahre dem Forstausschuss des Forstamtes vorstand. Trotzdem gestaltete sich der Aufbau der Forstbetriebsgemeinschaften mühselig. Bis 1989 hatten sich von den damals rund 4.500 Waldbesitzern des Forstamtsbezirks erst etwa 420 zu sechs Forstbetriebsgemeinschaften zusammengeschlossen und darin rund 7.200 Hektar Waldflächen eingebracht. Das entsprach etwa einem Viertel der Gesamtwaldfläche des Forstamtes von 27.200 Hektar. Auch gelang es zunächst nicht, die Gesamtwaldfläche im Kreis deutlich zu erhöhen – zwischen 1977 und 1988 gingen vielmehr 19 Hektar Wald verloren. Sie wurden für Landwirtschaft, Abgrabungen und Bergbau sowie Bebauung und Verkehrsflächen in Anspruch genommen.
Bei Fragen des Naturschutzes im Wald kooperierte das Forstamt eng mit den Biologischen Stationen und Naturschutzverbänden des Kreises Steinfurt. Zudem übernahm Richter von 1990 bis 2000 ehrenamtlich den Vorsitz des größten Naturschutzverbands im Kreis Steinfurt, der Kreisjägerschaft Steinfurt-Tecklenburg des Landesjagdverbands Nordrhein-Westfalen, mit seinerzeit fast 2800 Mitgliedern (Stand 1991) eine der bundesweit größten Kreisjägerschaften.
Nach 24 Jahren am Forstamt Steinfurt, zuletzt im Rang eines Leitenden Forstdirektors, erging im Jahr 2000 an Frank-Dietmar Richter der Ruf, als Nachfolger des in den Ruhestand verabschiedeten Abteilungsdirektors Rudolf Gerbaulet die Leitung der Höheren Forstbehörde Westfalen-Lippe zu übernehmen. Sein Nachfolger im Forstamt Steinfurt wurde Heinz-Peter Hochhäuser. Als die beiden Höheren und 35 Unteren Forstbehörden des Landes Nordrhein-Westfalen im Zuge einer Forstreform 2005 im neu geschaffenen Landesbetrieb Wald und Holz NRW aufgingen, wurde Richter zunächst zum stellvertretenden Leiter desselben ernannt und später mit dessen Reorganisation beauftragt. Auch sein ehemaliges Forstamt Steinfurt wurde im Zuge der Reform aufgelöst.
Nachdem es zwischen dem Leiter des Landesbetriebs, Dr. Gerhard Beckmann, und dem Forstministerium unter Forstminister Eckhard Uhlenberg (CDU) Unstimmigkeiten über den Umgang mit dem Sturmhholz nach dem Orkan Kyrill und damit verbundenen Lieferungsverträgen gegeben hatte, trat Beckmann zum Jahresende 2007 in den vorzeitigen Ruhestand. Daraufhin wurde Richter zum 1. Januar 2008 zum Leiter des Landesbetriebes bestellt. Hatte er zuvor den Umbau der Landesforstverwaltung maßgeblich mitgestaltet, bestand seine Aufgabe nun darin, den Landesbetrieb als Einheitsforstverwaltung weiter zu festigen. Auch die Folgen von Kyrill beschäftigten ihn noch. Zum 1. Februar 2011 trat Richter in den Ruhestand.

## Jagdliche Positionen
Frank-Dietmar Richter hat sich stets zur Jagd bekannt, wobei jagdliches Handeln umweltverträglich und ökologisch ausgerichtet sein müsse. Die Jagd in ihrer modernen Form sei kein Hobby oder exzentrisches Vergnügen und auch keine in Schranken gehaltene Befriedigung wilder Instinkte, sondern eine kultivierte Art des ursprünglichen Verhältnisses des Menschen zur belebten Natur, wie Richter 1991 in seiner programmatischen Antrittsrede als neuer Vorsitzender der Kreisjägerschaft Steinfurt-Tecklenburg ausführte.
Als Problem für die künftige Akzeptanz der Jagd sah er vor allem die zunehmende Naturentfremdung großer Teile der Gesellschaft:

„Eines unserer ganz großen Probleme wird sein, daß die Bevölkerungsmehrheit völlig naturfern in Konsumgettos heranwächst und lebt; daß sie zwar einerseits durch die Medien für Umweltprobleme sensibilisiert wird, anderseits aber kaum noch selbst die Gelegenheit und Erfahrung hat zu differenzieren.“

Nur wenn es der Jägerschaft gelinge, ihr jagdliches Handeln in Einklang zu bringen mit den natürlichen Auffassungen der Mitbürger, habe die Jagd eine Zukunft. „Erhabenes Getue“ mache sie nur lächerlich. Jäger müssten sich vielmehr als ganz gewöhnliche Glieder der pluralistischen Gesellschaft begreifen, ihre zum Teil hohen Jagdpachten gäben ihnen noch lange nicht das Recht, „in der freien Landschaft gewissermaßen als Hausherr aufzutreten“. Und die Jäger müssten ehrlich zu ihren wirklichen Motiven stehen:

„Wenn wir uns vehement für die Bejagung von Raben, Krähen und Elstern einsetzen, so tun wir das primär, um unsere herbstlichen Niederwildstrecken zu verbessern. Warum sollen wir das denn nicht zugeben? Wenn wir diese Freude als anstößig betrachten, wenn wir nicht den Mut haben, uns zu ihr zu bekennen, ist es Zeit, die Flinte an den Nagel zu hängen.“

Als Vorsitzender der Kreisjägerschaft griff Richter im Jahr 1997 auch den Steinfurter Kreistag scharf an, nachdem dieser die Jagdsteuer um 25 Prozent erhöht hatte. Dies sei in einem „stillschweigenden Husarenritt“ beschlossen worden, die Jagdsteuer eine „Strafsteuer“:

„Sie ist eine Ohrfeige für alle diejenigen, die sich um unsere Natur verdient gemacht haben und sie gehört abgeschafft.“

Richter forderte, zumindest das Geld der Jägerschaft aus der Jagdsteuer zweckgebunden für Biotopmaßnahmen vor Ort zur Verfügung zu stellen. Tatsächlich blieb die Jagdsteuer für die Jägerschaft in Nordrhein-Westfalen noch über ein Dutzend weiterer Jahre ein Ärgernis, bevor sie nun bis 2013 stufenweise abgeschafft werden soll.